# Krasovský potok
Krasovský potok (dříve Rogendorfský potok) sestává z několika potůčků pramenících na katastrálních územích obcí Kotvrdovice a Krasová (dříve Rogendorf) na okrese Blansko. Teče Krasovským údolím, které leží již na území chráněné krajinné oblasti Moravský kras. Při dotyku ostrožny Balcarovy skály, uvnitř které se nachází jeskyně Balcarka, se potok propadá do podzemních prostor, kde se spojuje s vodami Lopače a pokračuje podzemím v toku do Punkvy. 

## Fotogalerie

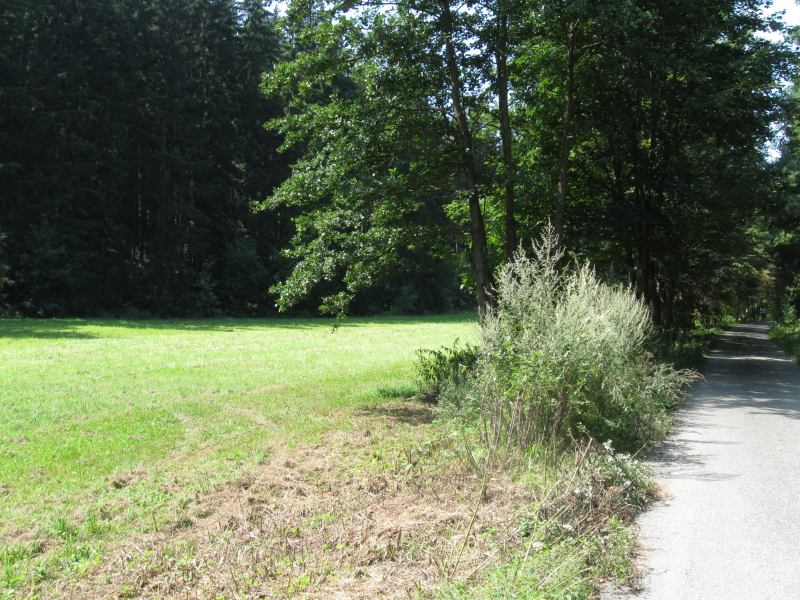
Krasovské údolí
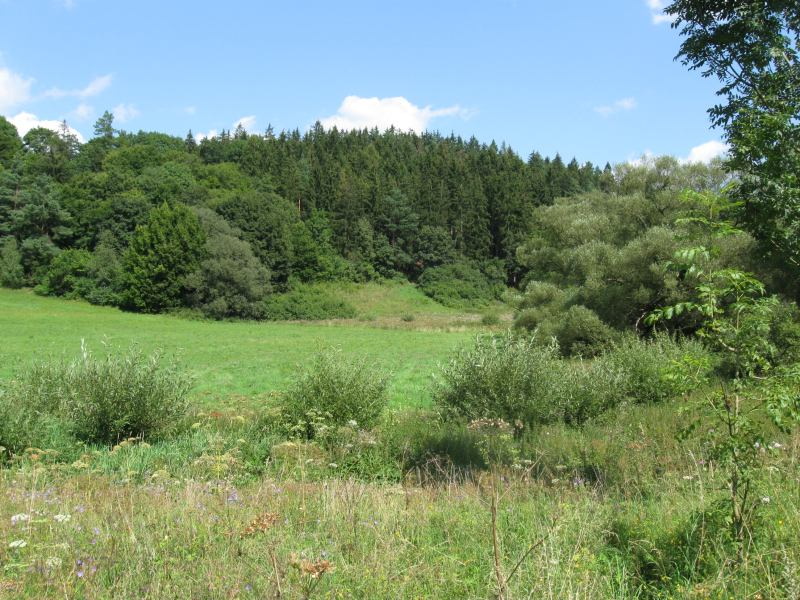
Konec Krasovského údolí